# Lacs de Wada
Les lacs de Wada sont, en topologie, trois ensembles ouverts connexes disjoints du plan qui possèdent la propriété de partager tous les trois la même frontière.
Leur construction fut publiée pour la première fois par le mathématicien japonais Kunizō Yoneyama en 1917, qui attribuait leur découverte à son professeur, Takeo Wada (en).
D'autres ensembles possèdent une propriété similaire, appelée propriété de Wada ; parmi eux, on trouve les bassins de Wada dans les systèmes dynamiques.

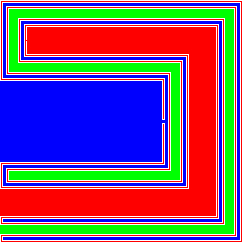
Les 5 premières étapes de la construction des lacs de Wada.

## Construction
Kunizō Yoneyama décrivit la construction des lacs de Wada de la façon suivante :
- Au jour 0, creuser trois lacs connexes dans le plan, en faisant attention que la terre restante possède un intérieur connexe.
- Au jour n ≥ 1, creuser des canaux depuis chaque lac de façon que tout point de la terre soit à 1/n unité de distance de chaque lac et que la terre restante possède un intérieur connexe.

Après un nombre infini de jours, les trois lacs sont toujours des ouverts connexes disjoints et la terre restante est la frontière de chacun des trois lacs.

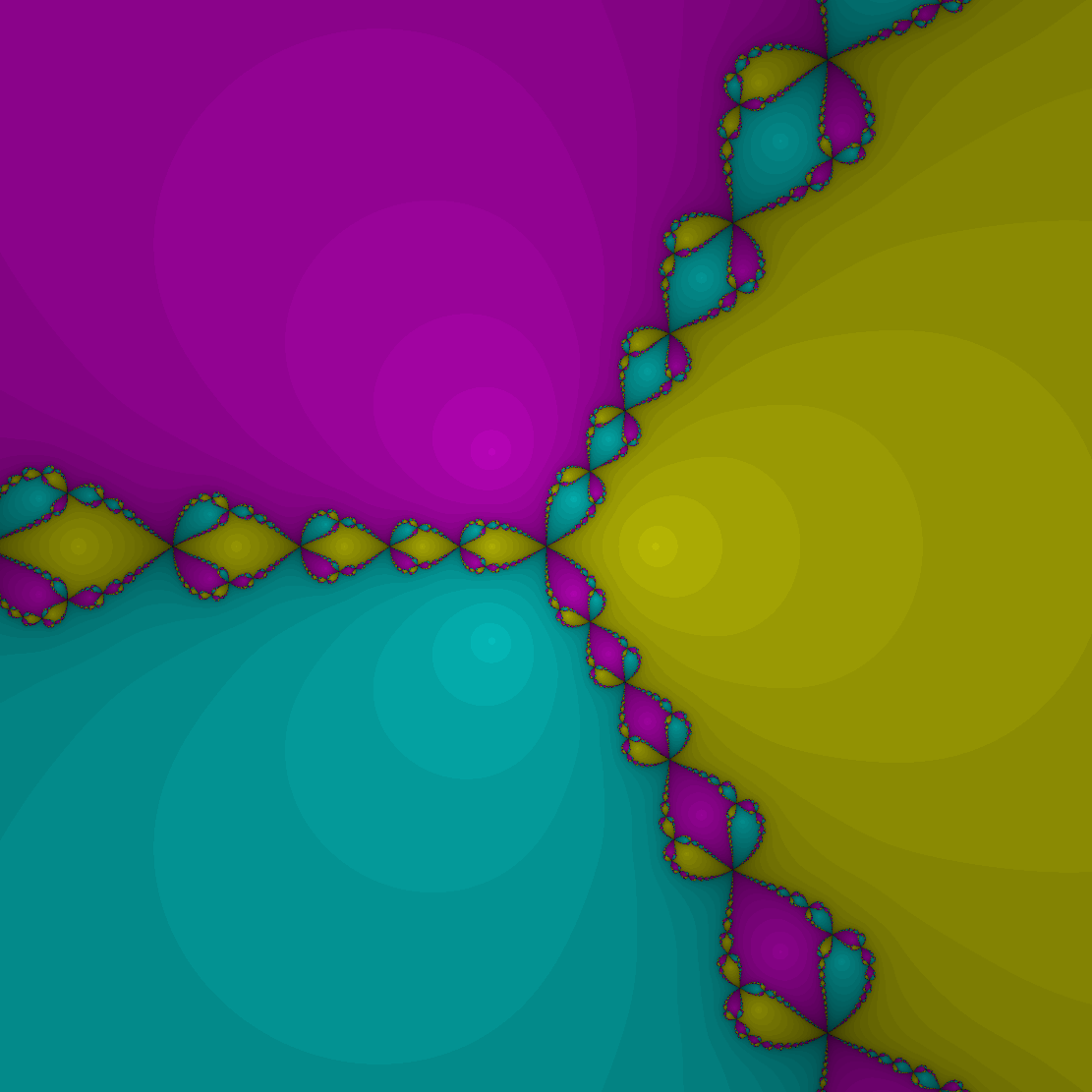
Exemple de bassins d'attraction de Wada pour la méthode de Newton appliquée à z3 − 1 = 0.

## Bassins de Wada
Les bassins de Wada sont des bassins d'attraction particuliers étudiés dans les mathématiques des systèmes non linéaires. Un bassin tel que tout voisinage de tout point de la frontière du bassin intersecte au moins trois bassins distincts est appelé un bassin de Wada.
Un exemple de bassins de Wada est donné par la fractale de Newton, application de la méthode de Newton à un polynôme cubique possédant des racines complexes distinctes, tel z3 − 1.
De façon plus générale, en dynamique holomorphe les bords des différents bassins d'attractions sont tous égaux, ainsi, lorsqu'une fonction holomorphe possède au moins trois bassins distincts, ce sont tous des bassins de Wada.

## Autres exemples
Une réalisation concrète de lacs de Wada peut être obtenue visuellement à l'aide des réflexions qui ont lieu entre trois miroirs sphériques en contact,

## Frontière
La frontière commune des lacs de Wada est un continu indécomposable, et donc tous les exemples précédents ont des frontières isomorphes (mais leurs complémentaires, les lacs eux-mêmes, ne le sont pas nécessairement).